# Tim Glover
Tim Glover (ur. 11 stycznia 1990) – amerykański lekkoatleta specjalizujący się w rzucie oszczepem.
Złoty medalista młodzieżowych mistrzostw strefy NACAC z 2012. 
Stawał na podium mistrzostw National Collegiate Athletic Association. 
Rekord życiowy: 84,09 (11 kwietnia 2015, Knoxville). 

## Osiągnięcia
| Rok  | Impreza                       | Miejsce   | Pozycja           | Wynik |
| ---- | ----------------------------- | --------- | ----------------- | ----- |
| 2012 | Młodzieżowe mistrzostwa NACAC | Irapuato  | 1. miejsce        | 78,28 |
| 2014 | Puchar interkontynentalny     | Marrakesz | 5. miejsce        | 79,67 |
| 2022 | Mistrzostwa świata            | Eugene    | el. – 24. miejsce | 75,68 |